# Emmanuel-Louis van Outryve d'Ydewalle
Pour les autres membres de la famille, voir Famille van Outryve d'Ydewalle.
Emmanuel-Louis van Outryve d'Ydewalle (né à Damme le 7 janvier 1745 - décédé à Bruges le 26 février 1827), seigneur d'Ydewalle, est un entrepreneur et homme d'affaires. Il est l’ancêtre de tous les porteurs du nom van Outryve d’Ydewalle et est un ancêtre direct de la reine Mathilde de Belgique.

## Irrésistible ascension
Famille d’agriculteurs dont la filiation remonte à 1411, les van Outryve (également van Houtryve) étaient au XVIIe siècle établis principalement à Ooigem, Bavikhove et Oostrozebeke. Ils s’y étaient distingués en devenant notables du village et de la région et en remplissant des fonctions officielles  telles que bailli ou receveur.
Au XVIIIe siècle quelques membres de la famille vinrent s’établir à Bruges. Au moins trois d'entre eux (deux oncles et un frère d'Emmanuel-Louis) devinrent chanoines de la cathédrale Saint-Donat. D'autres s’occupèrent du négoce de produits d’importation et d'exportation ce qui leur réussit et leur apporta une certaine fortune. La première à y réussir de façon remarquable et conquérir une renommée internationale fut Marie-Anne van Outryve (Ooigem, 1674 – Bruges 1746). Lors de sa conquête éphémère des Flandres en 1745, le roi Louis XV, accompagné du dauphin, vint lui rendre visite et faire des achats dans son comptoir de la rue Flamande à Bruges. Elle resta célibataire et parvint à intéresser son neveu Augustin van Outryve (Oostrozebeke, 1710 - Bruges, 1795) aux affaires. Il demeura lui aussi célibataire.
Un frère d’Augustin, Pierre-François van Outryve (Oostrozebeke, 1703 - Damme, 1749), vint s’établir à Damme en tant que trésorier de la commune et y épousa Jacqueline de Krijger (1711-1764), fille du forgeron local, agriculteur et échevin de la ville, Jan de Krijger. Ils eurent huit enfants dont cinq parvinrent à l'âge adulte. Emmanuel-Louis et Jean-Jacques van Outryve de Merckem (nl) (Damme, 1740 - Bruges, 1815), continuèrent à s’occuper des affaires familiales et firent notamment fructifier la société d’assurances maritimes qu'ils avaient aidé à créer à Bruges. La fille unique de Jean-Jacques épousa Patrice de Coninck qui, après avoir été préfet sous Napoléon Ier, joua un rôle important dans le royaume uni des Pays-Bas en tant que ministre de l’Intérieur et ministre des Affaires étrangères. Les autres enfants furent :
- Jean-Georges van Outryve (Damme, 1741 - Bruges, 1819) qui devint prêtre, chanoine, et représentant de l’état du clergé aux États de Flandre.
- Jeanne-Françoise van Outryve (Damme, 1743 - Bruges, 1768) qui épousa Charles Le Bailly de Marloop qui, en tant que premier échevin de Gand, présidait les États de Flandre et était dès lors la figure politique la plus importante du comté de Flandre. Elle mourut jeune.
- Petronilla van Outryve (en) (Damme, 1748 - Bruges, 1814) fit un mariage malheureux avec Louis-Philippe de Stappens de Harnes (1742 – 1784), mari volage et dépensier. Après le jugement de séparation prononcé en 1779 elle s’épanouit en femme d’affaires avisée, adepte des “Lumières” et ouverte à la Révolution française.

Pierre-François van Outryve décéda jeune et le règlement de sa succession ne se fit pas sans mal. Sa veuve vint s’établir à Bruges avec les enfants. Ils y furent accueillis et aidés par des membres de la famille de la génération précédente qui n’étaient pas sans moyens, en particulier par les chanoines. Les enfants reçurent ainsi une excellente éducation et purent poursuivre de bonnes études.
Pour Jeanne-Françoise, tout se présenta bien, lorsque, pourvue d’une belle dot, elle épousa Charles le Bailly, issu d’une ancienne famille noble qui se hissa rapidement au sommet de la hiérarchie dans le comté de Flandre. Ce fut un mariage d’amour car l’inconsolable jeune veuf ne se remaria jamais, ce qui était pourtant courant à l’époque. Le Bailly voulut rendre hommage à son épouse et procurer à son fils unique une généalogie plus glorieuse que celle plutôt modeste du côté maternel. C’est pourquoi il obtint en 1771 que son beau-père, pourtant décédé en 1749, fut anobli, ce qui avait pour conséquence que non seulement son épouse décédée, mais aussi les frères et sœur de celle-ci le soient. Cela entraînait évidemment une plus grande visibilité et notoriété pour chacun d’entre eux.

## Chevalier van Outryve d'Ydewalle
L’anoblissement fut accompagné d'une distinction supplémentaire pour Jean-Jacques et Emmanuel-Louis, qui reçurent tous deux à titre personnel le titre de chevalier. Afin d’y ajouter davantage de lustre, l’aîné se fit appeler désormais ‘van Outryve de Merckem’ d’après une seigneurie qu’il possédait, tandis que le plus jeune acquit une seigneurie Ydewalle et se fit désormais appeler ‘van Outryve d’Ydewalle’.
Le chevalier van Outryve d'Ydewalle (souvent réduit à ‘d'Ydewalle’) avait fait des études universitaires et possédait une licence en droit. Tout comme son frère et sa sœur Pétronille il était actif dans les sociétés de son oncle. Il avait en plus des ambitions politiques et administratives ce qui le mena à l’administration du Franc de Bruges.
En 1787 il devint receveur-général du Franc de Bruges. Il devait cette nomination à l’appui de son beau-frère le Bailly. Celui-ci avait un autre beau-frère, Robert Coppieters, bourgmestre de Bruges et qui, en plus de ses autres postes de receveur, nourrissait l’ambition d’y ajouter celui de receveur-général. Il fut donc furieux de découvrir qu’il n’obtint pas le poste à cause de son propre beau-frère. Dans son Journal on remarque régulièrement qu’il ne parviendra plus jamais à s’entendre avec les van Outryve.

## La Révolution
Lorsqu’arrivèrent les années de Révolution, Emmanuel-Louis ne montra pas de réelle opposition à l’ordre nouveau.
Il y eut d'abord, en 1789-1790 la révolution brabançonne. Lui-même et son frère Jean-Jacques intégrèrent la gilde de Saint-Georges et son bataillon de troupes au service des États belgiques unis.
Emmanuel-Louis avait été nommé échevin du Franc de Bruges en 1787 et fut confirmé dans cette fonction pendant la courte période des ‘États belgiques unis’. Il ne fut plus reconduit à ce poste lors de la première Restauration autrichienne (1791-1792) mais le fut bien lors de la Deuxième Restauration (1793-1794), à l'époque où l’Autriche privilégiait la réconciliation. 
Lorsque les Français envahirent les Pays-Bas autrichiens, d’abord en 1792 et de manière plus définitive en 1794, les van Outryve se rallièrent aux nouveaux maîtres. Ils avaient d’ailleurs de nombreux intérêts d’affaires à défendre. Ils devinrent membres de la Société des Amis de l’Union, de la Liberté et de l’Égalité mais n’y remplirent aucun rôle. Les révolutionnaires actifs à Bruges  étaient essentiellement des jeunes gens issus de la classe moyenne et de la noblesse. Pétronille van Outryve devint une de leurs égéries et mécènes. Jean-Jacques et Emmanuel-Louis y participaient, mais discrètement.
Emmanuel-Louis ne laissa pas passer les occasions de faire des placements intéressants. Il acheta ainsi, ensemble avec son beau-frère de l’Espée, un millier d’hectares de bois et de terres de bruyère qui composaient autrefois le patrimoine de l’abbaye de Saint-André près de Bruges, et qui furent vendus en tant que biens nationaux.
Lorsque, le 25 novembre 1795 fut abolie officiellement et définitivement la noblesse dans les départements belges, un bal se tint ce même soir chez Emmanuel-Louis. L’abolition en était-elle la raison ? L’ancien bourgmestre Robert Coppieters, fervent adversaire de ce nouvel ordre des choses, en était persuadé et nota dans son journal : « On a dansé chez les Ydewalle, bien mal à propos. » Emmanuel-Louis se fit dès lors appeler Outryve l'Espée et son frère Outryve Peers, simplifiant chacun leur nom tout en y ajoutant cependant celui de leur épouse.
La Révolution perdant peu à peu de son âpreté, le Consulat et l’Empire assurèrent une certaine paix et les van Outryve purent continuer à se consacrer à leurs affaires. À la tête de la Chambre de commerce Jean-Jacques fut invité à la table de l’Empereur et reçut de ses mains la Légion d’honneur lors de son passage à Bruges en 1810. Emmanuel-Louis était présent lors de la réception donnée en l’honneur de l’empereur, sa fille Sophie récita un compliment et son épouse fut l’une des douze dames hôtesses qui ouvrirent le bal. Il reçut en sa demeure le ministre de la Marine, le duc Denis Decrès.

## Royaume uni des Pays-Bas
Lors du remplacement du conseil départemental par les États provinciaux en 1816, van Outryve devint membre de cet organe en tant que représentant de la chevalerie. Il est probable qu’il n’y remplit aucune fonction importante et disparut rapidement de cet organe puisqu’il n’introduisit aucune demande de confirmation de son titre de noblesse.
La noblesse ayant été abolie par la Révolution française, il n’était possible de recouvrer le statut et le titre qu’en introduisant une demande auprès du roi Guillaume I. Qu’est-ce qui a pu faire qu'Emmanuel-Louis n’en fit la demande qu’en 1822, alors que la plupart des membres de la noblesse brugeoise l'avait fait bien plus tôt ? La reconnaissance qu’il obtint en 1822 est d'ailleurs confuse. Son frère Jean-Georges, chanoine entretemps décédé, avait en son temps reçu reconnaissance de noblesse avec titre de chevalier pour toute sa descendance masculine, qu’il n’avait évidemment pas. Pétronille, également décédée, avait reçu concession de noblesse à titre personnel. Jean-Jacques était mort avant d'avoir pu renouveler son statut de noble. Quant à Emmanuel-Louis, la reconnaissance de noblesse de 1822 fut assortie du titre de chevalier à titre personnel. Cependant sur la liste officielle des anoblis il fut mentionné avec la transmission du titre à toute sa descendance masculine, ce qui fut le cas. La confusion était donc assez grande.
Emmanuel-Louis fut brièvement membre du conseil communal de Bruges. 
Le couple d’Ydewalle-de l’Espée, qui occupa pendant de nombreuses années l’hôtel de maître à côté du palais de Gruuthuse, décéda un même jour, le 26 février 1827.

## Généalogie
Emmanuel-Louis d'Ydewalle épousa en premières noces en 1777 Colette Hamelinck (Gand, 1757 - Bruges, 1783). Elle était la fille de Willem Hamelinck, Gantois notable, avocat et greffier au Conseil de Flandre. Il n’appartenait à l’époque du mariage pas encore à la noblesse mais fut anobli en 1780. Ils eurent deux filles :
- Marie-Thérèse, qui épousa François de Serret
- Colette qui épousa Julien-Emmanuel d'Hanins de Moerkerke

Après le décès de Colette Hamelinck il épousa en secondes noces, en 1787, Anne de l'Espée (1762-1827). Ils eurent plusieurs enfants dont :
- Anne Augustine Louise van Outryve (29.07.1788-27.12.1858), qui épousa le chevalier Jacques de Man (17.01.1816),
- Sophie Marie Thérèse Louise van Outryve (8.9.1789-30.01.1878), qui épousa le vicomte Édouard de Nieulant de Pottelsberghe,
- Adèle van Outryve (22.07.1798-21.01.1828), qui épousa Adolphe Goupy de Beauvolers (3.6.1822).

Deux fils étant morts en bas âge: Augustin Louis Désiré (26.7.1792-12.8.1792) et Louis Joseph Marie Ghislain (5.12.1793-6.12.1793), tous les espoirs de succession mâle se portèrent sur Eugène-Augustin van Outryve d'Ydewalle (nl)(2.4.1797-20.9.1854). De son mariage avec Clémence van Severen (18.6.1821), jeune fille issue de la bourgeoisie aisée, naquirent quatre fils. Ils sont à la base d’une nombreuse descendance jusqu’à nos jours.

## Littérature
- Alphonse van de Walle, Annales de la noblesse et du patriciat de Bruges, t. II, p. 92-94.
- Alphonse van de Walle, Armorial de Bruges, 1863, p. 116.
- Robert Coppieters, Journal d'évènements divers et remarquables (1767-1797), Bruges, édition par P. Verhaegen, 1907.
- Antoon VIAENE, Napoléon et Marie-Louise à Bruges, Bruges, 1957.
- État présent de la noblesse belge, Annuaire 1966, Bruxelles, 1966, p. 274 et suiv.
- Yvan VANDEN BERGHE, Jacobijnen en traditionalisten. De reacties van de Bruggelingen in de revolutietijd, Bruxelles, 1972.
- Ph. DE BOUNAM DE RYCKHOLT & X. DE GHELLINCK, Recueil de tables et de quartiers, Bruxelles, 1966, pp. 329-331.
- André VAN HOUTRYVE, Familie van (H)Outryve, Handzame, 1985.
- Paul JANSSENS & Luc DUERLOO, Armorial de la noblesse belge, Brussel, 1992.
- Oscar COOMANS DE BRACHÈNE, État présent de la noblesse belge, Annuaire 1995, Bruxelles, 1995.
- Eric HALFLANTS, Quartiers d'ascendance de la princesse Mathilde, duchesse du Brabant, princesse de Belgique, Service de Centralisation des études généalogiques et démographiques de Belgique, Bruxelles, 1999.
- Andries VAN DEN ABEELE, Petronilla van Outryve, een geëmancipeerde vrouw in de 18de eeuw, in: Brugs Ommeland, 2003, p. 99-140.
- Humbert DE MARNIX DE SAINTE ALDEGONDE, État présent de la noblesse belge, Annuaire 2011, Bruxelles, 2011.